# Эмблема Омана
Герб (эмблема) Омана состоит из двух скрещённых сабель в ножнах, клинками вниз, с наложенным на них ханджаром в ножнах, с деталями ремней. Использование этой эмблемы, как государственного символа Омана, известно с середины XVIII века.